# Zemeljska nečimrnost in božansko odrešenje (Memling)
Zemeljska nečimrnost in božansko odrešenje je slika v Nemčiji rojenega državljana Bruggea Hansa Memlinga iz 1480-ih. Razstavljena je v Musée des Beaux-Arts v Strasbourgu v Franciji. Njena inventarna številka je 185.

## Opis
Delo je sestavljeno iz šestih izoliranih tabel, ki so bile prvotno razporejene kot pari in so bile razrezane v nekem trenutku pred letom 1890. Niti vrstni red tabel od leve proti desni niti sklopitev parov slik ni zanesljivo znan; in zaradi teološke vsebine dela je sporno ali je bilo zasnovano kot triptih ali kot poliptih. Zemeljska nečimrnost in božansko odrešenje še vedno postavlja več vprašanj med umetnostnimi zgodovinarji kot skoraj katero koli drugo delo tega stoletja ali katerega koli stoletja. 
Slika kakršna obstaja zdaj, je sestavljena iz pripovednega zaporedja (nečimrnosti sledi smrt, ki ji sledi pekel ali odrešenje po Jezusu; to je uokvirjeno s splošnim memento mori in določenim grbom). Toda to zaporedje je lahko nepopolno ali ne odraža v celoti predvidenega namena: na primer Nečimrnost je lahko tudi prikaz poželenja itd.

## Vprašanje pripisa
Pripis dela je bil izpodbijan. Leta 1890 jo je Wilhelm von Bode kupil v Firencah v Italiji kot Memlinga, vendar jo je že leta 1892 pripisal Memlingovemu sodobniku Simonu Marmionu. Nekateri strokovnjaki so ta pripis obdržali, medtem ko je več drugih, na primer Hugo von Tschudi, Georges Hulin de Loo in Max J. Friedlander, trdilo, da je šlo res za Memlinga; poznega obdobja in zelo kakovostna, kot pravi Friedlander. Pozneje se je razprava preusmerila na vprašanje pristnosti: izpraševali so se ali gre za sliko samega Memlinga ali asistenta, sledilca ali posnemovalca. Vprašanje je bilo rešeno leta 1994, ko je temeljit pregled pokazal, da je res šlo za resnično delo samega Hansa Memlinga. 

## Vprašanje namena
Namen dela je bil prav tako sporen. Grb je bil pripisan več italijanskim družinam, dokler ga Hulin de Loo ni opredelil kot družinski grb Loianijev. Delo je morda naročil Giovanni d'Antonio Loiano iz Bologne, ki se je poročil s flamsko žensko. Še vedno ni razrešeno ali je bilo delo takšno, kot je zdaj, tj. triptih, ali če je bila tabla recto-verso izgubljena in je bilo delo prvotno poliptih. Ta hipoteza pa postavlja vprašanje slikarskih subjektov na obeh straneh izgubljene table. Poleg tega, ker bi ga lahko zaprli (kot triptih) ali ga zložili (kot poliptih), ni nobene gotovosti glede vrstnega reda prikazovanja slik v obeh primerih. Zemeljska nečimrnost in božansko odrešenje je bila verjetno uporabljena za zasebno pobožnost kot domača oltarna slika, ki jo je bilo mogoče nositi tudi s seboj.

## Vprašanje ikonografije
Ikonografski program Zemeljske nečimrnosti in božanskega odrešenja je zapleten, čeprav ne nerazumljiv, zato je tudi delo dobilo naslov. Zagovorniki teorije, da manjka četrta tabla recto-verso nakazujejo, da bi lahko na eni strani prikazala Devico Marijo (ki se je odzvala svojemu sinu, predstavljenemu kot Salvator Mundi, pa tudi z atributi Kristusa v slavi, kot je krona) in Adama na drugi strani (odziv na Evo, upodobljeno kot alegorična figura Nečimrnosti). Namen smrti, pekla, memento mori in grba je povsem jasen, čeprav njihov položaj ni. Nečimrnost (ki lahko predstavlja tudi Poželenje) in Smrt imata estetske in tematske vzporednice, nenazadnje na zelo vidnem področju genitalij, kar je zagovornike hipoteze o triptihu spodbudilo, da zavrnejo idejo, da bi bilo treba Nečimrnost / Poželenje upariti z drugo namesto te. Po drugi strani je verjetno povezovanje Kristusa s Peklom teološko nevzdržno; kot v Memlingovi Poslednji sodbi so upodobitve pekla praviloma povezane z upodobitvami nebes. 
Satanov obraz na trebuhu (Bauchgesicht [de]) so opazili umetnostni zgodovinarji , prav tako erotizem Nečimrnosti / poželenja.

### Možni pari
Naslednji pari so bili predlagani kot najbolj verjetni: 
Kot triptih:
Memento mori – Pekel
Nečimrnost / Poželenje – Kristus v slavi / Salvator Mundi
Smrt – Grb
Kot poliptih:
Memento mori – Pekel
Kristus v slavi  / Salvator Mundi – Nečimrnost / Poželenje
Devica Marija – neznana tema [manjkajoča tabla]
Grb – Smrt
V obeh primerih se na isti strani pojavita samo Nečimrnost in Smrt, medtem ko se Pekel in Kristus ter Pekel in Smrt ter celo Memento mori in Grb pojavita enkrat na isti strani in enkrat na nasprotnih straneh.

## Galerija
- Nečimrnost ali Poželenje
- Smrt. Besedilo pravi: Ecce finis hominis comparatus sum luto et assimilatus sum faville et cineri ('To je konec človeka; jaz sem kot blato [ali glina] in se vračam v prah in pepel')
- Kristus v slavi / Salvator Mundi
- Grb. Besedilo pravi: Nul bien sans peine ('Brez napora nič' ali 'Brez bolečin, brez dobička')
- Memento mori. Besedilo pravi: Scio enim quod redemptor meus vivit et in novissimo diedeterra surrecturus sum et rursum circūdabor pelle mea et incarne mea videbo deū salvaorem meum Job XIX° cap° ("Ker vem, da moj odrešenik živi in da bo stal zadnji dan na zemlji. In čeprav bodo moji kožni črvi uničili to telo, bom v svojem telesu videl Boga.", Jobova knjiga 19, 25-26 (Različica kralja Jakoba))
- Pekel. Besedilo pravi: In inferno, nulla est redemptio ("V peklu ni odrešenja")